# Шувалова, Анна Ивановна
А́нна Ива́новна Шува́лова (урождённая Афонина) (1914-2004) ― доярка колхоза «Красное Знамя» Рязанского района, Герой Социалистического Труда (1960).

## Биография
родилась 25 (12) июня 1914 года в селе Рыкова Слобода Рязанского уезда Рязанской губернии (ныне село Заокское, Рязанский район (Рязанская область), Рязанская область). 
В 1927 году в возрасте 13 лет Анна стала работать дояркой в сельхозартели. Затем трудилась на молочно-товарной ферме колхоза трудилась с первых дней его создания в 1933 году.
В 1950 году Анна Шувалова в среднем надоила от каждой коровы по 2674 кг молока. В том же году за хорошую работу в животноводстве колхозу вручили переходящее Красное знамя обкома ВКП(б). Колхоз занесен на областную Доску почета и в областную Книгу почёта.
В 1955-1956 годах Шувалова надоила в среднем по 5047 кг молока от каждой коровы своей группы, став участницей областной сельскохозяйственной, промышленной и строительной выставки.
В 1956 году бригада доярок Шуваловой помогали отстающему по результатам социалистического соревнования колхозу имени Л.М. Кагановича Солотчинского района. Выезжали на место, давали рекомендации по устранению имеющихся недостатков: своевременное утепление зданий ферм, бережное отношение к кормам, рациональное распределение трудовых ресурсов.
Также она посещала колхозы «Родина», имени академика Павлова, «Красная заря», совхоз «Варские–Шумашь», Рязанский зооветтехникум. Она не только рассказывала о своей работе, делясь накопленным опытом, но и демонстрировала на практике, как можно добиться увеличения производительности труда. В то же время доярка активно перенимала передовой опыт животноводов области.
За первую декаду 1958 года Анна Шувалова получила 2177 кг молока, в том числе в марте 737 кг. На 1 мая этого же года надои составили свыше 1500 кг от коровы. С этими результатами она заняла первое место среди доярок своего колхоза по выполнению принятых на себя обязательств в социалистическом соревновании.
Колхоз «Красное Знамя» неоднократно был участником ВСХВ и удостоился четырех дипломов 1-й степени. Шувалова в числе лучших доярок была включена в число её делегатов колхоза.
Из характеристики Рязанского обкома КПСС на доярку колхоза «Красное знамя» Рязанского района Рязанской области А.И. Шувалову для представления ее к присвоению звания Героя Социалистического Труда:

«Дояркой тов. Шувалова работает 28 лет – со дня организации колхоза (1933). Она является одним из первых организаторов социалистического соревнования рязанских животноводов. Овладев мастерством получения высоких надоев молока, она воспитала много молодых доярок колхоза, района и области. Десятки делегаций из различных областей страны, побывавших в колхозе «Красное знамя», изучали опыт тов. Шуваловой по раздою коров. Она сама неоднократно выезжала в колхозы других областей, где выступала с докладами и практически на фермах обучала доярок тому, как получить высокие надои молока. В течение последних 5 лет получает по 5 тысяч и более кг молока от каждой коровы и занимает одно из первых мест в областном соревновании доярок. За 11 месяцев 1959 г. тов. Шувалова надоила от каждой коровы по 5475 кг молока.

Тов. Шувалова является участником ВСХВ (Всесоюзной сельскохозяйственной выставки), награждена Малой золотой и Большой серебряной медалями, занесена в областную и районную Книги Почета, неоднократно награждена Почетными грамотами, премировалась ценными подарками. Принимает активное участие в общественной работе, является членом областной комиссии по контролю за выполнением социалистических обязательств на 1959 год. В составе делегации рязанских женщин тов. Шувалова была на приеме в Кремле».— 
8 января 1960 года Указом Президиума Верховного Совета СССР Анне Ивановне Шуваловой присвоено звание Героя Социалистического Труда с вручением Ордена Ленина и Золотой медали «Серп и молот».
Анна Ивановна отдала любимому делу 38 лет жизни. Оставила работу из-за лишения трудоспособности в связи с заболеванием. Награждена двумя орденами Ленина, медалями.
Умерла 8 мая 2004 года, похоронена на кладбище села Заокское Рязанского района.